# Raudales de Garbutt
Raudales de Garbutt är ett vattenfall i Guatemala, på gränsen till Belize. Det ligger i den nordöstra delen av landet, 300 km nordost om huvudstaden Guatemala City. Raudales de Garbutt ligger 101 meter över havet.
Terrängen runt Raudales de Garbutt är kuperad åt sydost, men åt nordväst är den platt. Raudales de Garbutt ligger nere i en dal. Runt Raudales de Garbutt är det glesbefolkat, med 11 invånare per kvadratkilometer. Närmaste större samhälle är Melchor de Mencos, 0,11 km väster om Raudales de Garbutt. Omgivningarna runt Raudales de Garbutt är en mosaik av jordbruksmark och naturlig växtlighet.